# Реципрочна вредност
Реципрочна вредност неког броја {\displaystyle x}, која се означава са {\displaystyle {\frac {1}{x}}} или {\displaystyle x^{-1}}, је број који када се помножи са {\displaystyle x} даје 1. Реципрочна вредност разломка {\displaystyle {\frac {a}{b}}} je {\displaystyle {\frac {b}{a}}}. За добијање реципрочне вредности реалног броја, потребно је поделити 1 са тим бројем. На пример, реципрочна вредност броја 5 је једна петина ({\displaystyle {\frac {1}{5}}} или 0,2) а реципрочна вредност броја 0,25 је 1 подељен са 0,25, односно 4. Реципрочна функција, функција {\displaystyle f(x)} која пресликава {\displaystyle x} у {\displaystyle {\frac {1}{x}}}, је један од најједноставнијих примера функције која је сама себи инверзна (инволуција).
Нотација {\displaystyle f^{-1}}се понекад користи и за инверзну функцију функције {\displaystyle f}, која уопште није једнака реципрочној вредности. На пример, реципрочна вредност {\displaystyle {\frac {1}{\sin {x}}}=(\sin {x})^{-1}}је косеканс од {\displaystyle x}, и није инверзни синус тј. аркус синус од {\displaystyle x} који се означава са {\displaystyle \sin ^{-1}{x}}или {\displaystyle \arcsin {x}}. Терминолошка разлика између реципрочне и инверзне вредности није довољна како би се разликовале ове две ствари, пошто многи аутори преферирају конвенцију супротног именовања, вероватно из историјских разлога (на пример, на француском, инверзна функција се радије назива реципрочна бијекција).

## Комплексни бројеви
Реципрочна вредност комплексног броја различитог од нуле {\displaystyle z=a+bi} је комплексна. Добија се множењем множењем и бројиоца и имениоца {\displaystyle {\frac {1}{z}}} са његовим комплексним коњуговано комплексним бројем {\displaystyle {\bar {z}}=a-bi} и коришћењем особине да је {\displaystyle z{\bar {z}}=\|z\|^{2}}, квадрирана апсолутна вредност {\displaystyle z}, што је реалан број {\displaystyle a^{2}+b^{2}}:
{\displaystyle {\frac {1}{z}}={\frac {\bar {z}}{z{\bar {z}}}}={\frac {\bar {z}}{\|z\|^{2}}}={\frac {a-bi}{a^{2}+b^{2}}}={\frac {a}{a^{2}+b^{2}}}-{\frac {b}{a^{2}+b^{2}}}i.}
Конкретно, ако је {\displaystyle \|z\|} = 1, онда је {\displaystyle {\frac {1}{z}}={\bar {z}}}. 
За комплексни број у поларном облику {\displaystyle z=r(\cos {\varphi }+i\sin {\varphi })}, реципрочна вредност једноставно узима реципрочну вредност интензитета {\displaystyle r} и негатив углова:
{\displaystyle {\frac {1}{z}}={\frac {1}{r}}\left(\cos {(-\varphi )}+i\sin {(-\varphi )}\right).}

## Инфинитезимални рачун

### Извод
Извод функције {\displaystyle {\frac {1}{x}}=x^{-1}}је дат на основу извода степене функције, где је степен -1:
{\displaystyle {\frac {d}{dx}}}x^{-1}=(-1)x^{(-1)-1}=-x^{-2}=-{{\frac {1}{x^{2}}}.}

### Интеграл
Интеграл степене функције (Кавалијеријева квадратна формула) се не може користити како би се израчунао интеграл {\displaystyle {\frac {1}{x}}}, зато што би то довело до дељења са нулом:
{\displaystyle \int {\frac {1}{x}}\,dx={\frac {x^{0}}{0}}\ +C}.
Уместо тога, интеграл се рачуна по
{\displaystyle \int _{1}^{a}{\frac {1}{x}}dx=\ln {a},}
{\displaystyle \int {\frac {1}{x}}dx=\ln x+C.}
где је {\displaystyle \ln }природни логаритам. Како бисмо ово показали, треба узети у обзир да је {\displaystyle {\frac {d}{dx}}e^{x}=e^{x}}, па ако је {\displaystyle y=e^{x}}и {\displaystyle x=\ln {y}}, имамо:
{\displaystyle {\frac {dy}{dx}}=y\quad \Rightarrow \quad {\frac {dy}{y}}=dx\quad \Rightarrow \quad \int {\frac {1}{y}}\,dy=\int 1\,dx\quad \Rightarrow \quad \int {\frac {1}{y}}\,dy=x+C=\ln y+C.}